# Cimitero monumentale di Iglesias
Il cimitero monumentale di Iglesias si estende nell’area compresa fra via Cappuccini e Su Pardu, nei pressi della chiesa di Nostra Signora di Valverde, secondo uno schema in cui incroci di viali delimitano quadrati.

## Descrizione
Al centro una scalinata porta alla cappella sul viale principale. Sviluppatosi per ampliamenti successivi, il camposanto non segue un ‘piano regolatore’, tuttavia spiccano particolari disposizioni come quella del viale chiamato il “Viale dei bambini”. 
Lo stile del nucleo più antico è l’eclettismo, a cui si ispirano la cancellata, gli steli, le urne, le civette e gli angeli che fiancheggiano la scalinata. L’ingresso di via Cappuccini separa da una parte le sobrie fioreggiature liberty con le simbologie di chiaro riferimento massonico, dall’altra le tombe dedicate ai caduti delle guerre. Notevoli le opere di Giuseppe Sartorio.